# Charles Cross (Footballspieler)
Charles Ellis Cross (geboren am 25. November 2000 in Laurel, Mississippi) ist ein US-amerikanischer American-Football-Spieler auf der Position des Offensive Tackles. Er spielte College Football für Mississippi State in der NCAA Division I Football Bowl Subdivision. Im NFL Draft 2022 wurde er in der ersten Runde von den Seattle Seahawks ausgewählt.

## Frühe Jahre und College
Cross wuchs in Laurel, Mississippi auf und besuchte dort die Laurel High School. Er wurde von verschiedenen Scouting-Webseiten als Vier- oder Fünf-Sterne-Rekrut des Jahrgangs 2019 bewertet. Vor seiner letzten Saison entschied er sich, College Football für die Florida State Seminoles zu spielen. Während der Saison änderte er jedoch seine Entscheidung zu Gunsten der Mississippi State Bulldogs der Mississippi State University. Zudem nahm er am All-American Bowl 2019 teil.
In seiner ersten Saison spielte Cross nur in drei Spielen, damit er sich die Saison noch als Redshirt anrechnen lassen konnte. 2020 wurde er dann zum Starter benannt und konnte in allen zehn Spielen überzeugende Leistungen zeigen. Vor der Saison 2021 galt er einer der besten Offensive Tackles im College Football und wurde in der Saison diesen Erwartungen gerecht. In einer passlastigen Offense ließ er bei 682 Snaps nur einen Sack zu. Nach der Saison wurde er in das First-Team All-SEC gewählt und als der beste Offensive Lineman im Staat Mississippi mit der Kent Hull Trophy ausgezeichnet. Danach meldete er sich für den NFL Draft 2022 an und verzichtete auf seine verbleibende Spielberechtigung am College.